# 조씨삼형제 초상
조씨삼형제 초상(趙氏三兄弟 肖像)은 서울특별시 종로구, 국립민속박물관에 있는 조선시대의 초상화이다. 2006년 12월 29일 대한민국의 보물 제1478호로 지정되었다.

## 개요
현재 국립민속박물관 소장인 <조씨삼형제상>은 조계(趙啓, 1740-1813), 조두(趙蚪, 1753-1810), 조강(趙岡, 1755-1811) 삼형제를 하나의 화폭 안에 그린 작품이다. 좌안8분면의 복부(腹部)까지 내려오는 반신상으로서, 맏형을 중심으로 하여 삼각형(三角形) 구도를 취하고 있어, 조선조 초상화 대부분이 화폭 안에 대상인물 일인(一人)만을 그려 넣는데 반해 특이한 화면구성을 보인다.
세 형제 모두 오사모에 담홍색 시복(淡紅色 時服)을 입고 있는데, 맏형은 학정금대(鶴頂金帶)를, 두 아우는 각대(角帶)를 두르고 있다. 우리나라에서 희귀한 형식의 집단화상으로서 의의를 지닌다.

## 참고 자료
- 조씨삼형제 초상 - 국가유산청 국가유산포털